# Chloropoea rufobrunnea
Chloropoea rufobrunnea är en fjärilsart som beskrevs av Carpenter och Jackson 1950. Chloropoea rufobrunnea ingår i släktet Chloropoea och familjen praktfjärilar. Inga underarter finns listade i Catalogue of Life.